# Sakartwelo (Skisprungschanze)
Die Sakartwelo ist eine Skisprungschanze der Kategorie K 115 in dem georgischen Ort Bakuriani. Zur Schanzenanlage gehören neben der K115-Schanze auch jeweils eine Schanze der Kategorie K 90, K 70 und K 45. Lediglich die K-45-Schanze wird heutzutage noch für nationale Springen genutzt, die anderen drei Skisprungschanzen sind stillgelegt.

## Geschichte
Im Jahr 1935 wurde in Bakuriani die erste Schanze Georgiens erbaut, sie besaß einen Konstruktionspunkt von 40 Metern. Für junge georgische Skispringer wurde zeitgleich ein Skisprung-Programm gestartet.
Im Jahr 1969 wurde dann der Schanzenkomplex in Bukuriani komplett neu errichtet: Die 40-Meter-Schanze wurde durch vier neue Skisprungschanzen mit den Konstruktionspunkten 115, 90, 70 sowie 45 Metern ersetzt. Auf diesen Schanzen fanden zwischen den Jahren 1971 und 1980 internationale Skisprung-Veranstaltungen statt. Im Jahr 1971 sprang der sowjetische Skispringer Sergey Zontov mit 115,5 Metern den Schanzenrekord auf der Sakartwelo.
Zwischen 1980 und 2001 wurden die Schanzen nicht mehr genutzt. Im Jahr 2001 fand hier wieder eine georgische Skisprung-Meisterschaft statt, die für weitere 10 Jahre jedoch die einzige Veranstaltung blieb. Seit 2011 wird auf der 45-Meter-Schanze das alljährliche Mishka-Mikaberidze-Gedächtnisspringen ausgetragen, das zu Ehren des georgischen Skispringers Mishka Mikaberidze veranstaltet wird, der am 3. September 1982 im Alter von 16 Jahren auf der Schanze in Kirov gestürzt war und an den Folgen verstarb.
Im Jahr 2013 wurde der Schanzenkomplex um die Sakartwelo vom Vizepräsidenten des georgischen Olympischen Komitees besucht. Dieser ließ verlauten, dass die Schanzen der Kategorie K 45 und K 70 nach internationalen Standards erneuert würden.

## Nationale Meisterschaften
Im Jahr 2001 wurden zum ersten Mal die Georgischen Meisterschaften im Skispringen auf der K-45-Schanze in Bakuriani ausgetragen. Es fand nur ein Skisprung-Wettkampf statt, den Lewan Kosanaschwili für sich entscheiden konnte.
In den Jahren 2012 und 2013 fanden die Meisterschaften erneut hier statt, zudem wurde auch ein Juniorenwettkampf ausgetragen. Sieger waren abermals Lewan Kosanaschwili mit einem Schanzenrekord von 56,5 Metern sowie George Schubitidse bei den Junioren. Im Jahr 2013 gewannen Dawit Minasiani sowie erneut George Schubitidse bei den Junioren.